# ريد فرانكلين
ريد فرانكلين (بالإنجليزية: Red Franklin)‏ هو لاعب كرة قدم أمريكية أمريكي، ولد في 13 ديسمبر 1911 في Hope Village Historic District ‏ في الولايات المتحدة، وتوفي في 16 مايو 1947.